# Kleinia schweinfurthii
Kleinia schweinfurthii là một loài thực vật có hoa trong họ Cúc. Loài này được (Oliv. & Hiern) A.Berger mô tả khoa học đầu tiên năm 1905.